# Samgyeopsal
Le samgyeopsal (en coréen : 삼겹살 ; littéralement « triple couche de viande ») ou samgyeopsal-gui (삼겹살구이) est un type de gui (plat grillé) de la cuisine coréenne fait à partir de tranches de poitrine de porc. Il est généralement servi comme repas du soir. La viande, souvent ni marinée ni assaisonnée (bien que des centaines de variations existent), est cuite sur un gril par les convives. Le samgyeopsal est généralement servi avec les sauces ssamjang et gireum-jang.

## Comment est mangé lesamgyeopsal?
Généralement, on enveloppera les morceaux de porc (préalablement coupés à la taille d'une bouchée) dans une feuille de laitue ou de shiso. À cela on peut ajouter de la salade d'oignons verts (pajeori), du ssamjang, de l'ail, du poivron.
Selon une enquête menée en 2006 par la Nonghyup, 85 % des Sud-Coréens interrogés déclarent que le samgyeopsal est leur type de porc préféré. Environ 70 % des sondés déclarent manger ce plat au moins une fois par semaine. La grande popularité de ce mets fait de la poitrine l'une des parties les plus chères du porc sur le marché coréen. Afin de faire face à la demande, la Corée du Sud doit importer une grande quantité de poitrines de porc de Belgique et des Pays-Bas, le porc importé étant beaucoup moins cher que le porc national.